# Eucharis democles
Eucharis democles är en myrart som beskrevs av Walker 1839. Eucharis democles ingår i släktet Eucharis och familjen myror. Inga underarter finns listade i Catalogue of Life.